# Оверледингерланд

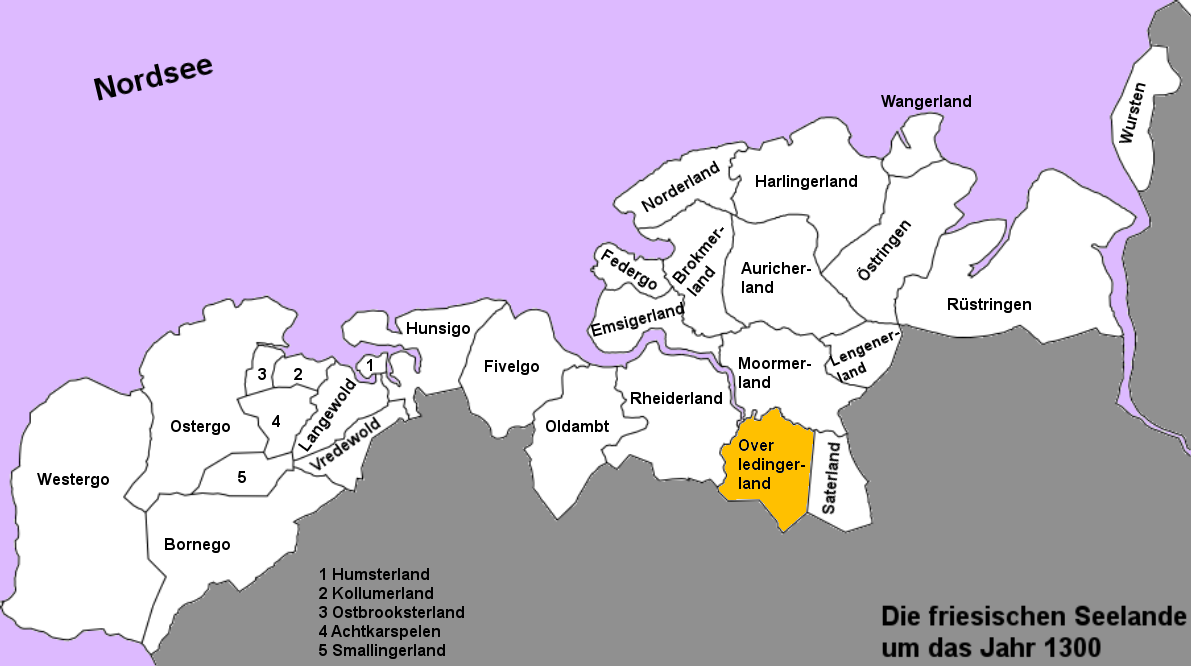
Оверледингерланд около 1300 года

Оверледингерланд — это историческая область, которая расположена на юге Восточной Фризии и образует юго-восточную часть района Лер. Название означает не что иное, как «земля за Ледой», то есть к югу от реки Леда. На западе границей региона является Эмс.
В настоящее время он административно разделен на коммуны Раудерфен, Остраудерфен и Вестоверлединген, а также городской район Неттельбург в городе Лер. Исторически полуостров Нессе в городе Леер также принадлежит Оверледингерланду, поскольку петля Леды была спрямлена совсем недавно. Восточнофризский диалект широко распространён здесь как разговорный язык. Муниципалитеты Раудерфена и Вестоверледингена даже назначили нижненемецкоговорящих чиновников для поддержания языка.
Оверледингеры в основном протестанты. Рядом с Эмсом всё ещё есть несколько реформатских общин, в остальном преобладает лютеранское вероисповедание. Есть также изолированные свободные церкви или католики.

## История
Оверледингерланд является одной из четырёх исторических областей на территории современного района Лер. В раннем Средневековье он принадлежал каролингскому Эмсгау, но смог утвердиться в качестве независимого фризского государственного образования в XIII веке после изгнания иностранных графов. На юге некоторые саксонские поселения также присоединились к совместно организованному государственному образованию. Здесь не утвердилась классическая феодальная система, как в остальной части Фризии.
Вероятно, он был разделен на районы, каждый из которых отправлял по четыре представителя в шестнадцать советов Оверледингерланда, общим местом сбора которых, вероятно, был Баккемор. Однако из-за экономических условий Оверледингерланд не смог обеспечить себе такую сильную позицию, как Брокмерланд, Харлингерланд или Еверланд, нахоящиеся далее к северу. Во времена фризской свободы Оверледингерланд, как и другие фризские земли, входил в союз Упстальбом.
Независимость закончилась в XV веке с господством Гамбурга и хофтлингов. Местное центральное управление не сложилось, лишь немногие деревенские старосты смогли достичь видного положения. Регион сначала попал под власть том Броков, после их упадка он перешёл к Фокко Укене, а после него – к роду Кирксена. В конце периода хофтлингов Оверледингерланд стал частью графства Восточная Фрисландия.